# Elībāltā
Elībāltā (persiska: الی بالتا, Ālībāltā) är en ort i Iran.   Den ligger i provinsen Västazarbaijan, i den nordvästra delen av landet, 400 km väster om huvudstaden Teheran. Elībāltā ligger 1 885 meter över havet och antalet invånare är 244.
Terrängen runt Elībāltā är lite bergig. Runt Elībāltā är det ganska glesbefolkat, med 47 invånare per kvadratkilometer. Närmaste större samhälle är Shāhīn Dezh, 13,4 km väster om Elībāltā. Trakten runt Elībāltā består i huvudsak av gräsmarker.